# Міжнародний кінофестиваль у Локарно
Міжнародний кінофестиваль у Локарно (італ. Festival del film Locarno) — міжнародний кінофестиваль, що проводиться щорічно в серпні в місті Локарно, Швейцарія, починаючи з 1946 року. Після Венеційського і разом з Каннським та Карловими Варами, кінофестиваль у Локарно є одним з найдавніших. Особливістю фестивалю є перегляд фільмів на головній площі міста — Пьяцца Ґранде (Piazza Grande), яка може вмістити близько 8 тис. глядачів, а також один із найбільших у світі екранів «просто неба» (26x14 метрів).
Головним призом фестивалю є «Золотий леопард», нагорода за найкращий фільм. Існують також леопарди для найкращого режисера, леопарди для найкращої акторки, актора.
Міжнародний кінофестиваль у Локарно славиться своїми відкриттями нових імен. Протягом своєї історії фестиваль відкривав нові тенденції і давав початок кар'єрам багатьох режисерів та акторів. Серед них Віллем Дефо, Террі Гілліам, Ентоні Гопкінс, Акі Каурісмякі, Аббас Кіаростамі, Майк Лі, Кен Лоуч, Джон Малкович, Кармен Маура, Роуз Макгавен, Мішель Пікколі, Роберт Родрігес, Сьюзен Серендон, Крістіан Слейтер, Олександр Сокуров, Вім Вендерс і Гас Ван Сент.

## Нагороди

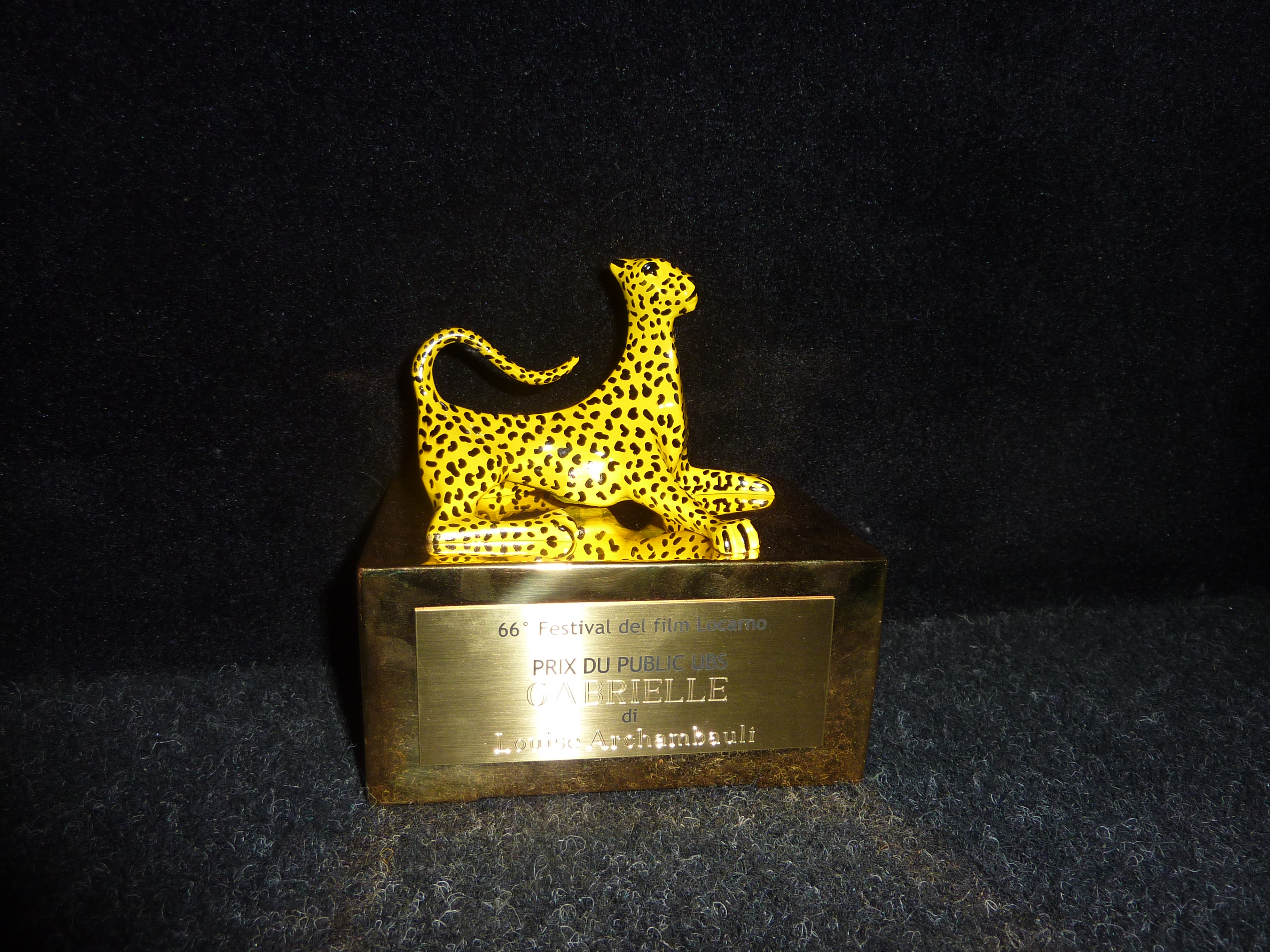
Приз Журі 2013

### Конкурсна програма
Міжнародні нагороди конкурсу (Premi del Concorso internazionale)
- Золотий леопард (Pardo d'oro) — за найкращий фільм.
- Спеціальний приз журі (Premio speciale della giuria).
- Срібний леопард за найкращу режисуру (Pardo d'Argento per la miglior regia).
- Срібний леопард за найкращу жіночу роль (Pardo d'Argento per la miglior interpretazione femminile).
- Срібний леопард за найкращу чоловічу роль (Pardoo d'Argento per la miglior interpretazione maschile).

Нагороди кінематографістів сьогодення (Premi del Concorso Cineasti del presente)
- Золотий Леопард кінематографістів сьогодення (Pardo d'oro Cineasti del presente).
- Спеціальний приз журі Ciné Cinéma кінематографістів сьогодення (Premio speciale della giuria CINÉ CINÉMA Cineasti del presente).
- Леопард за найкращий дебютний фільм (Pardo per la migliore opera prima).

Нагороди «Леопарди завтрашнього дня» (короткометражні фільми) (Premi per i Concorsi Pardi di Domani (cortometraggi)):
- Золотий Леопард за найкращий іноземний короткометражний фільм (Pardino d'oro per il miglior cortometraggio internazionale).
- Золотий Леопард за найкращий швейцарський короткометражний фільм (Pardino d'oro per il miglior cortometraggio svizzero).
- Срібний леопард (Pardino d'argento) — премія Swiss Life.
- Номінант кінофестивалю на приз Європейської кіноакадемії (Nomination di Locarno agli European Film Awards).
- Приз Action Light найкращому швейцарському дебютанту (Premio Action Light per la miglior speranza svizzera).
- Премія кіно та відео субтитрів (Film and Video Subtitling Prize).
- Премія журі «Cinema e Gioventù» — Леопарди завтрашнього дня (I premi della giuria Cinema e Gioventù — Pardi di domani).

### Спеціальні нагороди
- Леопард пошани (Pardo d'onore) — приз режисеру за видатний вклад в кіномистецтво.
- Премія Raimondo Rezzonico (Premio Raimondo Rezzonico) — найкращому незалежному продюсеру.
- Excellence Award (з 2005 року) — найкращому актору або акторці.
- Премія Cinema Ticino (з 2009 року).
- Приз глядацьких симпатій (Prix du Public) (з 2000 року) — визначається голосуванням глядачів на площі Пьяцце Ґранде. Премія надається швейцарською фінансовою компанією UBS.
- Премія Variety (Variety Piazza Grande Award).

## Постери
Офіційні постери фестивалів.